# Подпеч (Добреполє)
Подпеч (словен. Podpeč) — поселення в общині Добреполє, Осреднєсловенський регіон, Словенія. 
Висота над рівнем моря: 440,7 м.